# Aname pallida
Espèce
Aname pallida est une espèce d'araignées mygalomorphes de la famille des Anamidae.

## Distribution
Cette espèce est endémique du Queensland en Australie. Elle se rencontre de Moranbah à Bowen.

## Description
La carapace du mâle juvénile holotype, pris pour une femelle, mesure 6,5 mm de long et l'abdomen 9,5 mm de long,.
La carapace du mâle décrit par Raven en 1981 mesure 8,70 mm de long sur 6,80 mm et l'abdomen 8,00 mm de long sur 5,20 mm et la carapace de la femelle mesure 9,45 mm de long sur 7,05 mm et l'abdomen 8,23 mm de long sur 5,00 mm.
Le mâle décrit par Wilson, Harvey, Simmons et Rix en 2025 mesure 18,57 mm et la femelle 23,10 mm.

## Systématique et taxinomie
Cette espèce a été décrite par L. Koch en 1873.
Chenistonia giraulti, placée en synonymie par Raven en 1985, a été relevée de synonymie par Wilson, Harvey, Simmons et Rix en 2025.

## Publication originale
- L. Koch, 1873 : Die Arachniden Australiens, nach der Natur beschrieben und abgebildet. Nürnberg, vol. 1, p. 369-472 (texte intégral).